# Narodziny narodu (film 2016)

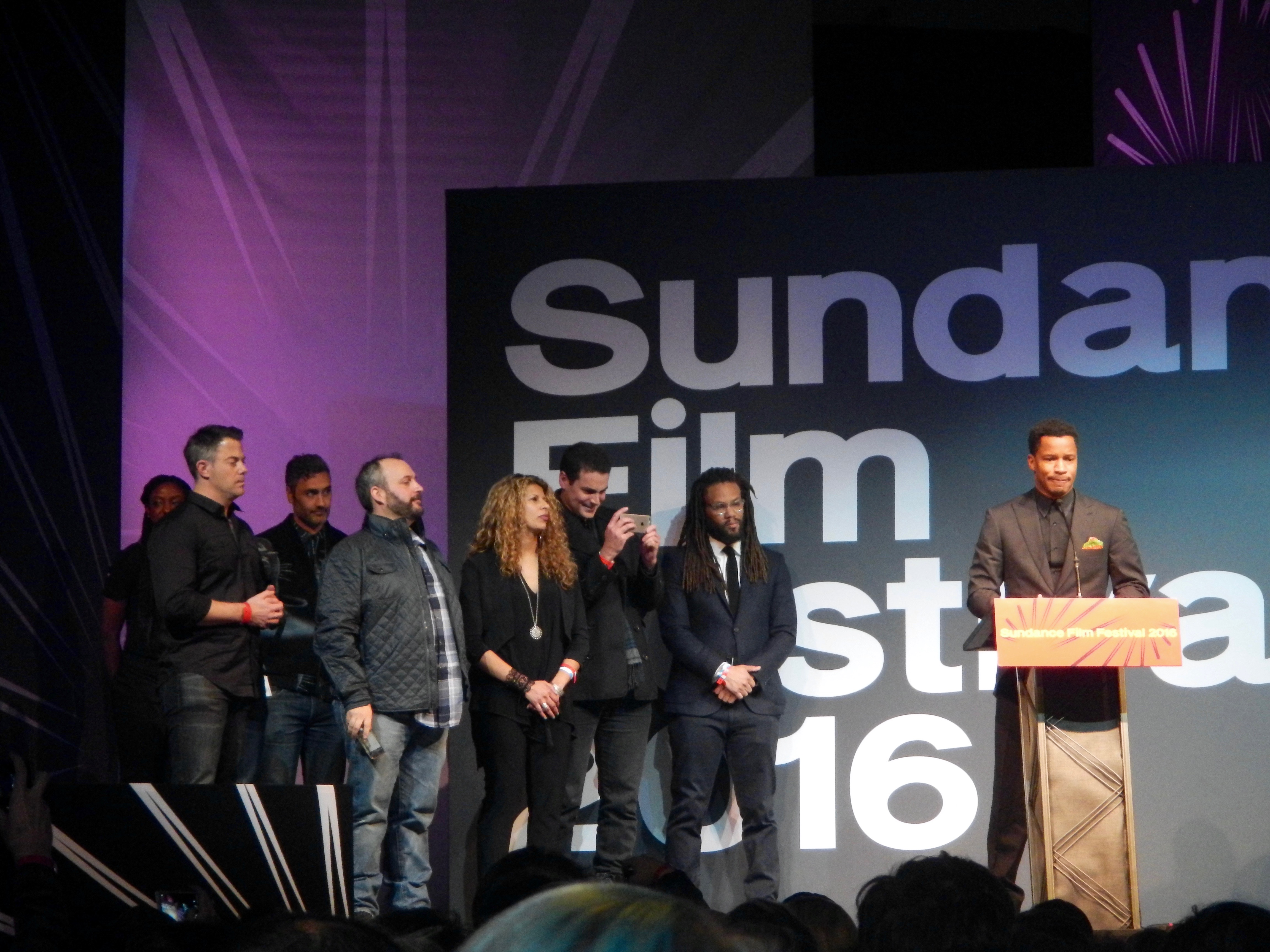
Sundance Film Festival – przemawia Nate Parker, laureat Grand Jury Prize (2016)

Narodziny narodu (ang. The Birth of a Nation) – amerykański film w reżyserii Nate’a Parkera. Sam też napisał do niego scenariusz, zajął się produkcją i grał główną rolę. Jest to jego debiut reżyserski.

Obraz jest rozprawą z kontrowersyjnym dziełem D.W. Griffitha z 1915 roku pod tym samym tytułem, sympatyzującym z Ku-Klux-Klanem.
Światowa premiera odbyła się na Sundance Film Festival 25 stycznia 2016 roku, na którym film otrzymał Główną Nagrodę Jury oraz Nagrodę Publiczności.

## Fabuła
Jest to epopeja historyczna. Niewolnik z Southampton, w stanie Wirginia, Nat Turner (Nate Parker), przewodzi ruchowi wyzwolenia w 1831 roku, mającemu na celu wyzwolenie Afroamerykanów.

## Obsada
- Nate Parker jako Nat Turner
- Armie Hammer jako Samuel Turner
- Mark Boone Junior jako Rev. Walthall
- Colman Domingo jako Hark Turner
- Esther Scott jako Bridget Turner
- Roger Guenveur Smith jako Isaiah
- Gabrielle Union jako Esther
- Aja Naomi King jako Cherry
- Penelope Ann Miller jako Elisabeth Turner
- Jackie Earle Haley jako Raymond Cobb